# 内田 (杉戸町)
内田（うちだ）は、埼玉県北葛飾郡杉戸町の町名。郵便番号は345-0035。

## 地理
杉戸町の中央部に位置する。東武動物公園駅から近く、全域が宅地化している。

## 歴史
- 1964年（昭和39年）6月1日 - 大字杉戸の一部から内田一丁目・二丁目が成立。

## 世帯数と人口
2022年（令和4年）3月1日現在の世帯数と人口は以下の通りである。
| 町丁       | 世帯数    | 人口    |
| ---------- | --------- | ------- |
| 内田一丁目 | 149世帯   | 322人   |
| 内田二丁目 | 583世帯   | 1,118人 |
| 内田三丁目 | 325世帯   | 695人   |
| 内田四丁目 | 411世帯   | 1,105人 |
| 計         | 1,468世帯 | 3,240人 |

## 小・中学校の学区
町立小・中学校に通う場合、学区（校区）は以下の通りとなる。
| 番地 | 小学校             | 中学校             |
| ---- | ------------------ | ------------------ |
| 全域 | 杉戸町立杉戸小学校 | 杉戸町立杉戸中学校 |

## 交通
- 国道4号（日光街道）
- 茨城県道・千葉県道・埼玉県道26号境杉戸線

## 施設
- 杉戸町立杉戸小学校
- 杉戸町立杉戸中学校
- 杉戸郵便局
- 杉戸内田団地